# Linha Monforte de Lemos-Redondela

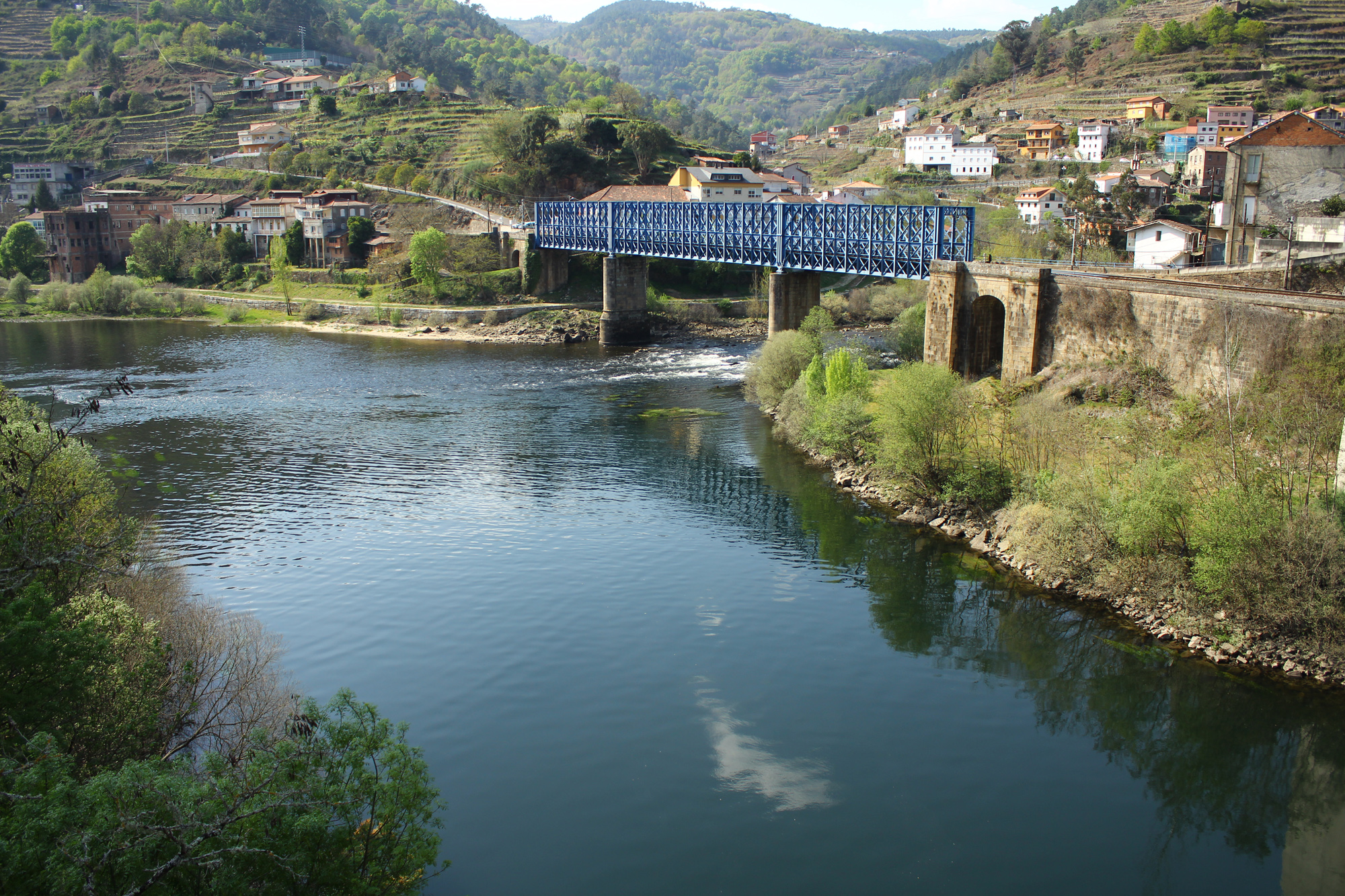
Viaduto dos Peares, sobre o Rio Sil, junto à sua foz com o Rio Minho

A Linha Monforte de Lemos-Redondela é uma linha férrea de bitola ibérica, com 166,8 km de extensão que tem a função de ligar o interior da Galiza à cidade portuária de Vigo, bem como servir de ligação à rede ferroviária portuguesa, à qual está conectada através do Ramal Internacional de Valença. Foi inaugurada a 15 de Maio de 1885, tendo sido construída pela Compañía del Ferrocarril de Medina a Zamora y de Orense a Vigo (MZOV).
Originalmente, o seu traçado estendia-se até à estação de Vigo-Urzáiz; porém, esse troço final foi desmantelado durante a construção do Eixo Atlântico de Alta Velocidade. Actualmente, a ligação a Vigo é efectuada através da estação de Vigo-Guixar.
O traçado desta linha é, em grande parte da sua extensão, paralelo ao Rio Minho, seguindo no seu troço inicial o seu afluente, o Rio Sil, que atravessa Monforte de Lemos. O troço entre as estações de Filgueira e Guilharei é paralelo à fronteira portuguesa, confrontando com os concelhos de Melgaço, Monção e Valença.